# Табера-де-Абахо
Табера-де-Абахо (ісп. Tabera de Abajo) — муніципалітет в Іспанії, у складі автономної спільноти Кастилія-і-Леон, у провінції Саламанка. Населення — 110 осіб (2010).
Муніципалітет розташований на відстані близько 200 км на захід від Мадрида, 28 км на захід від Саламанки.
На території муніципалітету розташовані такі населені пункти: (дані про населення за 2010 рік)
- Беррокаль-де-ла-Еспінера: 0 осіб
- Беррокаль-дель-Кампо: 0 осіб
- Каррерос: 16 осіб
- Енсінасола-де-лас-Мінаяс: 2 особи
- Падьєрно: 6 осіб
- Сан-Роман: 7 осіб
- Табера-де-Абахо: 54 особи
- Табера-де-Арріба: 5 осіб
- Таберуела: 1 особа
- Тельйосанчо: 4 особи
- Тесо-дель-Корчо: 6 осіб
- Вальдечаперо: 0 осіб
- Сан-Лоренсо: 1 особа
- Вальдефресно: 8 осіб

## Демографія
Динаміка населення (INE ):

## Зовнішні посилання
- Провінційна рада Саламанки: індекс муніципалітетів
- Посилання на Google Maps